# Hlína

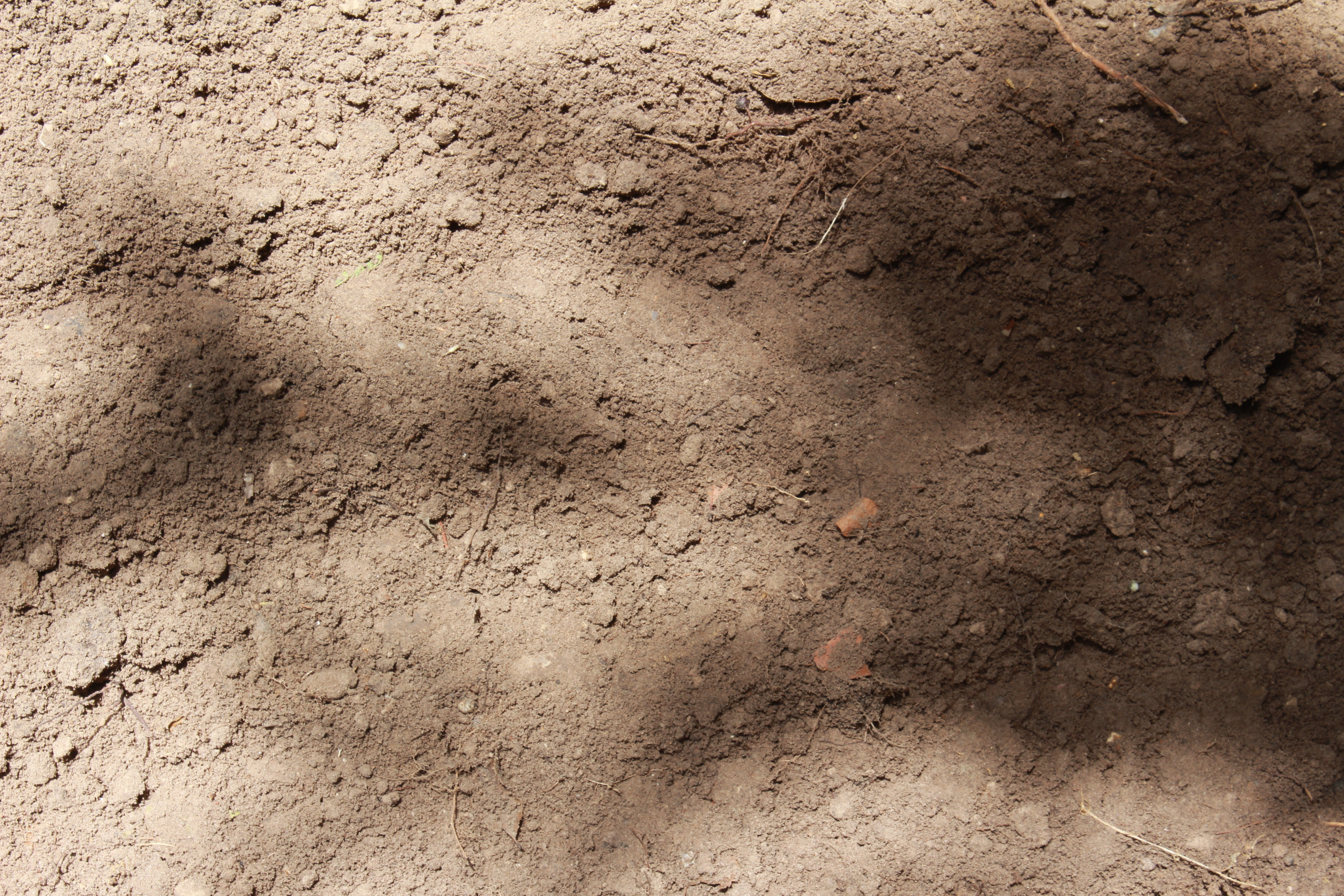
Hlína

Hlína je z geologického hlediska soudržná zemina (nezpevněná hornina), která se skládá z částic různé velikosti, vždy však menších než 2 milimetry.

## Složení hlíny
Hlína obsahuje všechny tři složky rozlišované při popisu sedimentárních hornin:
- písek – nezpevněný sediment o velikosti zrna mezi 0,05 – 2 mm
- prach – nezpevněný sediment o velikosti zrn mezi 0,006(2) – 0,05 mm (používá se také termín silt)
- jíl – zrna velikosti pod 0,006 mm
- humus - Odumřelé zbytky těl malých živočichů (brouků), a rostlin (převážně kořínky)
- voda

Podle převahy některé z těchto složek rozlišujeme hlíny písčité, prachovité a jílovité.

## Dělení podle vzniku
Z hlediska vzniku lze hlíny dělit například na:
- eluviální – ležící na místě svého vzniku, přecházejí plynule do podložní horniny, z níž vznikly
- deluviální čili svahové – vznikající na svazích gravitačními pohyby přemístěním eluvia
- aluviální (povodňové) – jsou v blízkosti řek
- fluviální (říční) – většinou jemné hlíny vzniklé činností vodních toků
- jeskynní (většinou povodňové hlíny) – souvisejí se sedimenty povrchovými
- morénové – vzniklé činností horských či kontinentálních ledovců, zvláštním typem těchto jsou
  - souvkové hlíny – tvořené písčitými hlínami až hlinitými písky s vtroušenými souvky i bloky transportovaných hornin, často mají plástevnou texturu (na českém území náleží halštrovskému a sálskému zalednění); v zahraniční literatuře se označují jako till
- nivní – uloženiny údolních niv řek, jsou bohatší organickým vápníkem a často i karbonátem, charakteristické je gradační zvrstvení
- sprašové – vzniklé činností větru (větrem transportované a uložené), mají žlutavou až nahnědlou barvu, za sucha jsou měkké, rozemnutelné v prstech, tvoří je převážně jemný křemitý prach (0,001–0,05 mm), převládají ve spraších vyšších nadmořských výšek (od 300–500 m), jsou nevápnité, často hrubozrnnější, takové se pak označují též jako drťovité sprašové hlíny nebo spraše pahorkatin.

Sprašové hlíny s nízkým obsahem uhličitanu vápenatého CaCO3 jsou společně se svahovými hlínami využívány jako cihlářské suroviny. Jejich ložiska se nacházejí po celém území Česka (místo těžby se nazývá hliniště).

## Využití
Kromě zemědělství se některé typy hlíny používají na hliněné stavby, k výrobě pálených i nepálených cihel, hliněné omítky, nebo při výrobě keramiky. Hlínu také používají některé umělecké obory lidské činnosti, nejznámější je její použití v sochařství.